# Carlos González Gallo
Carlos E. González Gallo, (nacido en el año 1930) es  un exjugador de baloncesto uruguayo. Fue medalla de bronce con Uruguay en los Juegos Olímpicos de Melbourne 1956.